# Eurode
 (mai 2025).
Si vous disposez d'ouvrages ou d'articles de référence ou si vous connaissez des sites web de qualité traitant du thème abordé ici, merci de compléter l'article en donnant les références utiles à sa vérifiabilité et en les liant à la section « Notes et références ».

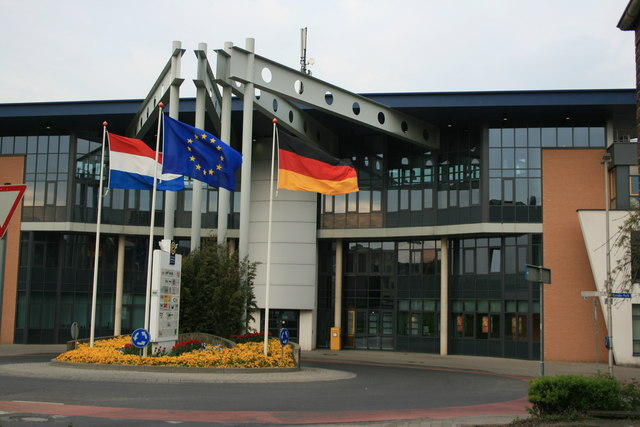
Centre d'affaires Eurode à la frontière entre Rode-le-Duc et de Kerkrade.

Eurode (officiellement: Openbaar Lichaam Eurode) est une collaboration entre la ville néerlandaise de Kerkrade (en allemand : Kirchrath, en dialecte local : Kirchroa) et la ville allemande Rode-le-Duc (en allemand : Herzogenrath en néerlandais : ‌'s-Hertogenrade, en dialecte local : Herzeroa). Les deux communes forment ensemble une ville européenne symbolique. Il existe également un organisme public formel, qui vise à garantir au mieux la collaboration des villes frontalières..
Depuis le XIIe siècle, les deux villes formaient qu'un en sein de la seigneurie de Rode, mais en 1815, lorsque le département français de la Meuse-Inférieure fut supprimé, elles furent divisées par la nouvelle frontière prusso-néerlandaise. Le même dialecte, la même culture et de nombreux liens familiaux ont rendu Eurode possible. La coopération formelle de droit public n'est possible que depuis la Convention d'Anholt de 1991.
Le nom est une combinaison de Europe et Rode comme l'ancienne seigneurie de Rode.
Le francique rupaire est utilisé comme moyen de communication entre eux. Cette langue régionale ressemble au limbourgeois. Il est principalement parlé en Rhénanie allemande (y compris Rode-le-Duc), mais aussi dans les villes frontalières des Pays-Bas dans le Limbourg de Kerkrade, Vaals, Simpelveld et Bocholtz.